# Hermann Kövess von Kövesshaza
Hermann Kövess von Kövesshaza (ur. 30 marca 1854 w Temeszwarze, zm. 22 września 1924 w Wiedniu) – marszałek polny i ostatni Naczelny Dowódca cesarskiej i królewskiej Armii, protestant.

## Życiorys

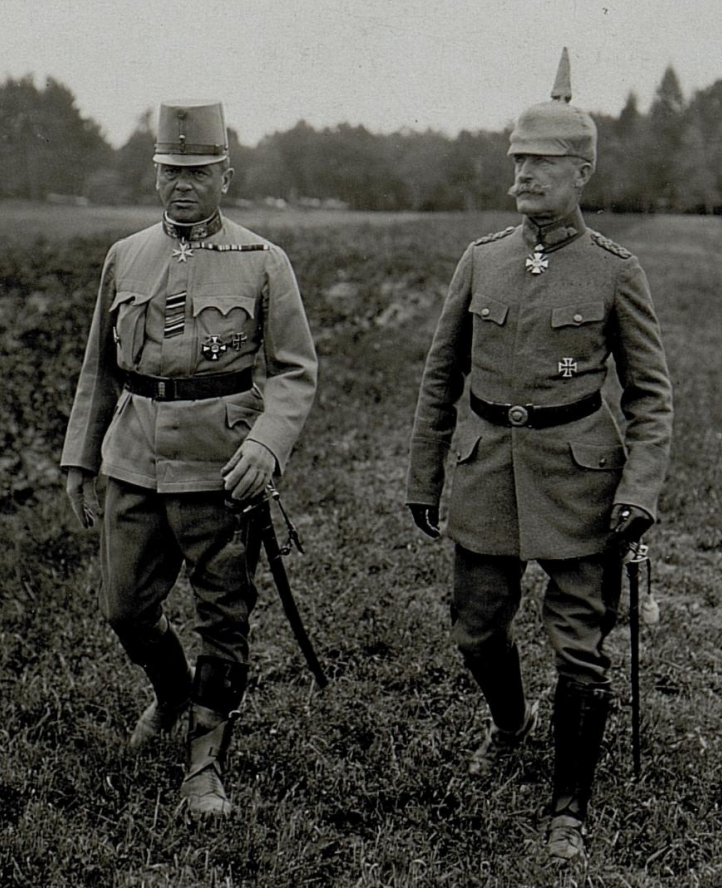
Hermann Kövess von Kövesshaza i August von Mackensen, 1916

Ukończył studia w wiedeńskiej Technische Militärakademie. We wrześniu 1872 promowany na porucznika otrzymał przydział do 2 pułku inżynieryjnego w Wiedniu. W 1896 awansował na pułkownika, a dwa lata później przejął dowództwo 23 pułku piechoty, stacjonującego w Wiedniu. W 1902 otrzymał swój pierwszy awans generalski. Szybka kariera Kövessa uległa nagłemu zahamowaniu w 1912, w związku ze skandalem o podłożu religijnym. W tym czasie dowodził XII Korpusem i tylko wsparciu cesarza Franciszka Józefa zawdzięczał pozostanie na stanowisku.
Początek I wojny światowej zastał go na froncie wschodnim, gdzie działał dowodzony przez niego korpus. W latach 1915–1916 dowodził 3 Armią, działającą na froncie serbskim. Pod jego dowództwem 3 armia zajmowała Belgrad i podjęła pościg za nieprzyjacielem w kierunku Czarnogóry i Albanii. Po zwycięstwie nad Serbią objął stanowisko gubernatora wojskowego obszaru okupowanego, którą to funkcję pełnił do lutego 1916. W latach 1916–1918 dowodził 7 armią, która miała za zadanie zablokować ewentualne uderzenie rosyjskie w kierunku Węgier. Oddziały dowodzone przez Kövessa nie tylko zablokowały Rosjan, ale przeprowadziły kontrnatarcie, zajmując Czerniowce. Za ten sukces Kövess otrzymał awans na marszałka polnego, a w sierpniu 1917 tytuł barona. Pod koniec wojny przeniesiony do Budapesztu, w listopadzie 1918 otrzymał stanowisko głównodowodzącego armii austro-węgierskiej. W 1919 przeszedł w stan spoczynku.

## Odznaczenia
- Krzyż Komandorski Orderu Marii Teresy[1]
- Krzyż Wielki Orderu św. Stefana[1]
- Krzyż Wielki Orderu Leopolda (12 sierpnia 1908)[1][2]
- Krzyż Wielki Orderu Korony Żelaznej I klasy (5 października 1914)[1][2]
- Krzyż Zasługi Wojskowej I klasy (28 listopada 1915)
- Złoty Medal Medal Zasługi Wojskowej (10 grudnia 1916)[2]
- Srebrny Medal Zasługi Wojskowej (12 stycznia 1916)[2]
- Krzyż Jubileuszowy Wojskowy[1]
- Gwiazda Zasługi Odznaki Honorowej Czerwonego Krzyża (maj 1915)[2]
- Pour le Mérite (29 listopada 1915)
- Krzyż Żelazny I klasy (lipiec 1915)
- Krzyż Żelazny II klasy (marzec 1915)
- Krzyż Komandorski Orderu Bertholda I II klasy (kwiecień 1903)[2]
- Order Lwa Zeryngeńskiego I klasy (styczeń 1904)[2]
- Krzyż Wielki Orderu Zasługi Wojskowej Bawarii (24 stycznia 1916)[2]
- Krzyż Wielki Orderu Korony Wirtemberskiej (30 kwietnia 1916)[2]
- Złoty Medal Imtiyaz (Turcja) (maj 1916)[2]
- Srebrny Medal Imtiyaz (Turcja) (kwiecień 1916)[2]
- Krzyż Wielki Orderu Świętego Aleksandra z Mieczami (16 września 1916)[2]
- Medal Liakat (Turcja, 30 września 1916)[2]
- Medal Wojenny (Turcja)[2]